# Tonight (I'm F**kin' You)
Tonight (I'm F**kin' You) is een nummer van de Spaanse zanger Enrique Iglesias uit 2011, in samenwerking met de Amerikaanse rapper Ludacris en producer DJ Frank E. Het is de vijfde single van Iglesias' negende studioalbum Euphoria.
Voor de Amerikaanse en Britse radio bestaat er ook een radiovriendelijke versie met als titel Tonight (I'm Lovin' You). Iglesias zei dat dit nummer iets vunziger is dan de muziek die hij eerder heeft gemaakt. De tekst is volgens Iglesias iets wat elke man weleens zou willen zeggen, maar niet iedere man durft. "Er zijn nummers waarbij je de tekst serieus moet nemen, en nummers waarbij dat juist niet moet. Dit nummer kan je op beide manieren interpreteren", aldus Iglesias. Het nummer werd wereldwijd een hit. Zo bereikte het de 2e positie in Iglesias' thuisland Spanje, en de 4e positie in de Amerikaanse Billboard Hot 100. In de Nederlandse Top 40 kwam het tot de 11e plek, terwijl de plaat het in de Vlaamse Ultratop 50 tot een 7e positie schopte.
Naast de originele versie en de radioversie, bestaat er ook nog een remix met de rapper Pitbull.